# Megachile hackeri
Megachile hackeri là một loài Hymenoptera trong họ Megachilidae. Loài này được Cockerell mô tả khoa học năm 1913.

## Hình ảnh

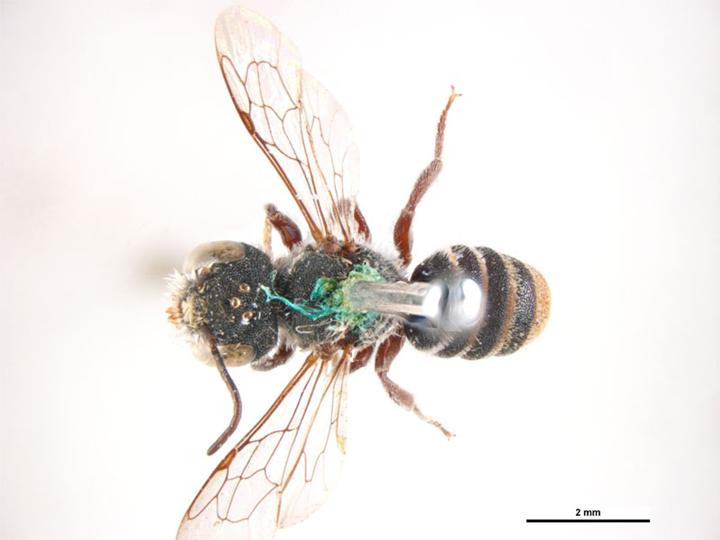